# Candela Glow

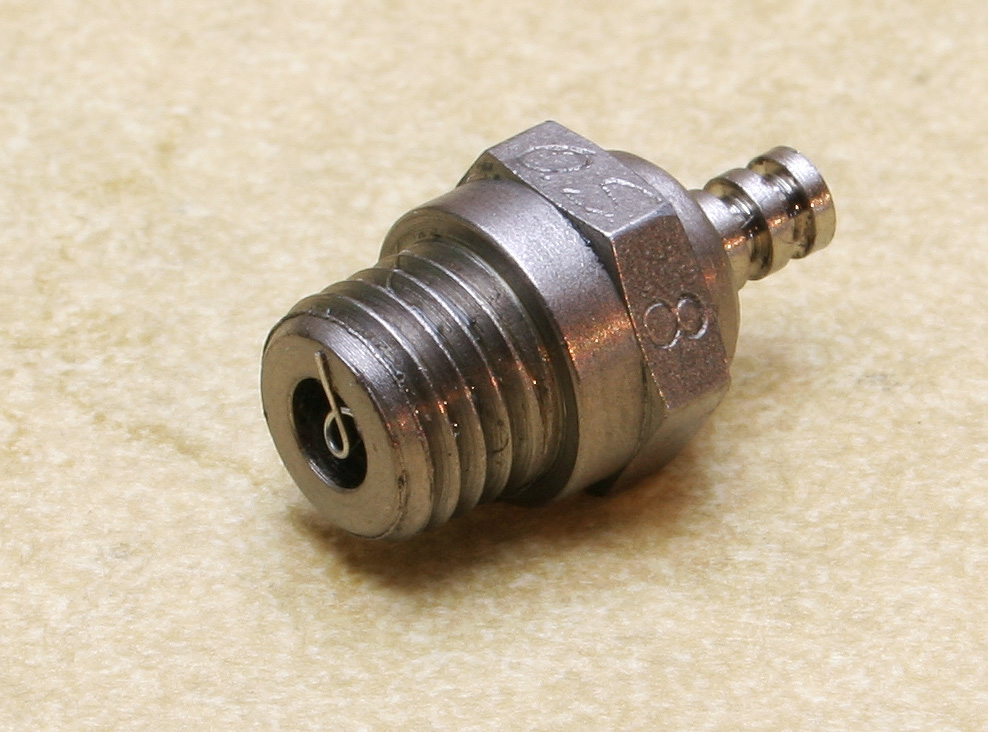
Candela glow

La candela Glow viene utilizzata per l'accensione del combustibile dei motori per modellismo dinamico, il suo funzionamento è molto più simile alla candeletta, ma esattamente come la candela di accensione viene utilizzata per tutto il periodo di funzionamento del motore, nel senso che la sua incandescenza resta costante fintantoché il motore è acceso.

## Storia
Successivamente al 1946 venne prodotta una variazione delle candele d'accensione per migliorare il funzionamento dei motori da modellismo, che prese il nome di "Glow"; candele che al posto degli elettrodi hanno un filo a spirale percorso da corrente elettrica e che, grazie al riscaldamento del filamento, permettono l'avvio della combustione, il che conferisce loro un funzionamento simile alle candelette dei motori diesel.